# 中国铁路解放15型蒸汽机车
解放15型蒸汽机车，为中国铁路一种煤水车式蒸汽机车，本型机车前身为吉海铁路于1928年从美国机车公司购置的200型蒸汽机车。九一八事變后，南满州铁道国线将本车型编为Mikasa（ミカサ）形；1938年4月重新编为Mikana（ミカナ，意指Mikado第7型）形，编号范围为517-522。
第二次世界大战结束后，此型机车被中国铁道部编为ㄇㄎ15（MK15）型，于1959年改称为解放15型（JF15），机车具体的编号范围为3906-3915，但具体运用情况不明。

## 备注
1. ↑  但与社线ミカサ型并非相同车型。
2. ↑  依南满州铁道机车形式命名规则（适用于南满州铁道公司及该公司实际经营、控制之满州国有铁道及华北交通公司），ミカ（发音为Mika）系指Mikado型（车轴配置2-8-2）之蒸汽机车。并以日文片假名イ（i）、ニ（ni）、サ（sa）、シ（si）、コ（ko）、ロ（ro）、ナ（na）、ハ（ha）、ク（ku）（为日文数字之发音或发音之字首）依序代表1～9号。例如：Mikai（ミカイ）为Mikado型机车第1型，之后以此类推。关于车辆编号，依据南满州铁道于1938年颁布之编号规则，车号范围在1～500属于南满州铁道所有车辆（社线）、501～1500属于满州国国铁所有车辆（国线）、1500以上属于华北交通所有之车辆。
3. ↑  国线ミカナ型亦包括两款车型：
  - 在1933年到1938年被编为ミカハ型的原吉长铁路500型机车；
  - 在1933年到1938年被编为ミカイ型但原配属不明的机车，战后被中国铁道部编为解放18型。